# Deyu Cuo
Deyu Cuo (kinesiska: 得雨错, 得雨湖) är en sjö i Kina. Den ligger i den autonoma regionen Tibet, i den sydvästra delen av landet, omkring 760 kilometer nordväst om regionhuvudstaden Lhasa. Deyu Cuo ligger 4 848 meter över havet. Arean är 44 kvadratkilometer. Trakten runt Deyu Cuo är ofruktbar med lite eller ingen växtlighet. Den sträcker sig 5,5 kilometer i nord-sydlig riktning, och 15,6 kilometer i öst-västlig riktning.
Genomsnittlig årsnederbörd är 277 millimeter. Den regnigaste månaden är juli, med i genomsnitt 102 mm nederbörd, och den torraste är december, med 2 mm nederbörd.